# Ceratobaeus golbachi
Ceratobaeus golbachi är en stekelart som beskrevs av Szabó 1966. Ceratobaeus golbachi ingår i släktet Ceratobaeus och familjen Scelionidae. Inga underarter finns listade i Catalogue of Life.